# Kometni asteroid
Kometni asteroid, aktivni asteroid je nebesko tijelo prvotno katalogizirano kao asteroid, no poslije je utvrđena i kometna aktivnost. Tako može biti katalogiziran i kao periodični komet, ali da ne izgubi status asteroida.
Ovi dolje asteroidi pripadaju glavnom asteroidnom pojasu osim Ryugua, čija putanja prolazi blizu Zemlje. 
| Ime kao asteroid       | Ime kao komet           |
| ---------------------- | ----------------------- |
| 145 Adeona             |                         |
| 1474 Beira             |                         |
| 2060 Hiron             | 95P/Hiron               |
| 3552 Don Quixote       | ?                       |
| 60558 Eheklo           | 174P/Eheklo             |
| 7968 Elst-Pizarro      | 133P/Elst-Pizarro       |
| 704 Interamnia         |                         |
| (118401) LINEAR        | 176P/LINEAR (Linear 52) |
| 779 Nina               |                         |
| (162173) Ryugu         |                         |
| 4015 Wilson-Harrington | 107P/Wilson-Harrington  |